# Atilla Yıldırım
Atilla Yıldırım (Bad Mergentheim, 22 november 1990) is een Nederlands-Turks voetballer die als aanvaller speelt.

## Carrière
Op 19 januari 2011 maakte hij zijn debuut en ook zijn eerste doelpunt; in de extra tijd scoorde hij de winnende 2-1 tussen FC Utrecht en VVV-Venlo. Een week later speelde hij wederom in de met 3-0 gewonnen wedstrijd tegen AFC Ajax. Yildirim speelde eerder in de jeugd bij RKSV DCG, USV Elinkwijk, HFC Haarlem en AFC Ajax.
In het seizoen 2011/12 ging hij in Turkije voor Kasımpaşa SK spelen. In het seizoen 2012/13 werd hij door Torku Konyaspor vastgelegd. In het seizoen 2013/14 werd hij verhuurd aan Bucaspor en Şanlıurfaspor. In het seizoen 2014/15 werd hij vastgelegd door Elazigspor, in hetzelfde jaar maakte Yildirim in de winter een transfer naar Kocaeli Birlik SK. In het seizoen 2015/16 speelde Yildirim voor Sivas Belediyespor waar hij 16 goals maakte, waaronder de 2 cruciale doelpunten die de winst tegen Beşiktaş JK in de beker bracht. In het seizoen 2016/17 werd Yildirim vastgelegd door Nazilli Belediyespor. In de zomer van 2017 keerde hij terug in Nederland. Yildirim ondertekende een contract voor twee seizoenen bij MVV Maastricht, waar hij in 30 wedstrijden goed was voor 8 doelpunten. Op 19 juli 2018 werd bekend dat het contract ontbonden was. Eind augustus 2018 verbond hij zich aan Sumqayıt PFK uit Azerbeidzjan. Vanaf begin 2020 speelde hij voor Kırşehir Belediyespor. Een half jaar later ging hij naar Tarsus Idman Yurdu. In januari 2021 verliet hij de club. Hij vervolgde zijn loopbaan bij Ergene Velimeşe. Medio 2021 ging hij naar Zonguldak Kömürspor.

### Clubstatistieken
| Seizoen | Club                   | Competitie     | Wedstrijden | Doelpunten |
| ------- | ---------------------- | -------------- | ----------- | ---------- |
| 2010/11 | FC Utrecht             | Eredivisie     | 2           | 1          |
| 2011/12 | Kasımpaşa SK           | TFF 1. Lig     | 18          | 4          |
| 2012/13 | Konyaspor              | TFF 1. Lig     | 22          | 1          |
| 2013/14 | → Bucaspor (huur)      | TFF 1. Lig     | 16          | 1          |
| 2013/14 | → Şanlıurfaspor (huur) | TFF 1. Lig     | 7           | 2          |
| 2014/15 | Elazığspor             | TFF 1. Lig     | 8           | 1          |
| 2014/15 | Kocaeli Birlik         | TFF 2. Lig     | 12          | 0          |
| 2015/16 | Sivas Belediyespor     | TFF 2. Lig     | 30          | 11         |
| 2016/17 | Nazilli Belediyespor   | TFF 2. Lig     | 18          | 1          |
| 2017/18 | MVV Maastricht         | Eerste divisie | 30          | 8          |
| Totaal  | Totaal                 | Totaal         | 163         | 30         |